# LvivMozArt
LvivMozArt to odbywający się co roku międzynarodowy festiwal muzyki klasycznej. Festiwal ma miejsce głównie we Lwowie oraz w okolicznych miejscowościach, takich jak Brody. Wydarzenie zostało nazwane na cześć Franza Xavera Wolfganga Mozarta syna Wolfganga Amadeusza Mozarta, który mieszkał we Lwowie w latach 1808-1838.
LvivMozArt łączy współczesną muzykę akademicką i klasyczną w wykonaniu muzyków z wielu krajów Europy, Stanów Zjednoczonych i RPA. Jego ostatnia przed pandemią edycja w 2019 roku przyciągnęła 9500 widzów.